# شهرستان بوخاتوف
شهرستان بوخاتوف (به لاتین: Bełchatów County) یک شهرستان در لهستان است که در استان ووتسکی واقع شده‌است.

## خصوصیات
شهرستان بوخاتوف ۹۶۹٫۲۱ کیلومترمربع مساحت و ۱۱۲٬۶۴۰ نفر جمعیت دارد.